# Шошана Дамари
Шошана Дамари (שושנה דמארי, Shoshana Damari; 1923 —14. фебруар 2006) је била израелска певачица.

## Биографија
Дамари је рођена у Дамару и мигрирала је из Јемена у Палестину са својим родитељима 1924. године. Још кад је била мала, наступала је са својом мајком, а када је имала 14 година, први пут су њене песме емитоване на радију. Студирала је певање и глуму.
Њен алт се разликовао од осталих због њеног јеменског изговора неких хебрејских слова. Била је веома добро позната посебно у периоду пре и после оснивања државе Израел. Многи је сматрају „Краљицом израелских песама“.
Њена прва плоча је издата 1948. године и њена најпознатија песма Kalaniyot датира из тог периода. Била је такође позната по својој популарности међу израелским војницима, за које је често наступала током неколико деценија.
Дамари је отпевала дует са Боазом Шарабијем средином 1980-их. Додељена јој је Израелска награда 1988. године за своје доприносе вокалној музици.
2005. године, у 82. години, снимила је две песме за Mimaamakim, албум Идана Рајхела, и учествовала је у неколицини њихових живих наступања. Њих двоје су били најавили да ће почети још један заједнички пројекат.
Шошана је умрла у Тел Авиву после кратке болести 14. фебруара 2006. године.